# Tove Jaarnek
Tove Jaarnek (ur. 13 czerwca 1965) – szwedzka piosenkarka.
Śpiewać zaczęła w wieku 8 lat, a jej profesjonalna kariera rozpoczęła się, gdy miała 13 lat. W 1990 podpisała swój pierwszy kontrakt płytowy. W tym samym roku zajęła również 3. miejsce na Bałtyckim Festiwalu Piosenki.
W 1991 zajęła drugie miejsce z 46 punktami w Melodifestivalen z piosenką „Ett liv med dig”. W 1992 utwór jej autorstwa „More than a game” wykonany we współpracy z Peterem Jöbackiem był oficjalnym hymnem piłkarskich mistrzostw Europy
W 2013 wygrała Bałtycki Festiwal Piosenki z utworem „I believe”.
Ma dwoje dzieci: córkę Jennifer i syna Jonathana. Jej siostra Carina również była piosenkarką.